# Emil Wiechert
Pour les articles homonymes, voir Wiechert.
Emil Johann Wiechert (26 décembre 1861 à Tilsit, province de Prusse - 19 mars 1928 à Göttingen, Allemagne) est un géophysicien allemand qui a le premier publié un modèle en couches vérifiables de la structure interne de la Terre.

## Biographie
Wiechert est né à Tilsit, province de Prusse de Johann et Emilie Wiechart. Après la mort de son père, sa mère déménage à Königsberg pour qu'Emil étudie au lycée de Löbenicht (de) puis à l'Université de Königsberg. À cause de difficultés économiques, il prend plus de temps que normal pour compléter ses études, mais il obtient son Ph.D. en 1889.
L'année suivante, il est habilité à donner des cours universitaires en physique. Il devient l'assistant de Paul Volkmann à l'université de Königsberg, y enseignant la physique. Les sept années suivantes, il effectue des recherches en physique. En 1897, la Georg-August-Universität à Göttingen lui fait une offre. Il y débute comme assistant de Woldemar Voigt en physique et, en 1898, il y est nommé professeur de géophysique et directeur du laboratoire de géophysique de Göttingen. Il devient professeur à part entière en 1905, et y complète sa carrière. Il épouse Helene Ziebarth, fille d'un avocat, en 1908, mais le couple n'a jamais eu d'enfant.
Pendant sa carrière, il fait d'importantes contributions à la découverte de l'électron, la physique des rayons cathodiques et au potentiel de Liénard-Wiechert. Il est le premier géophysicien à présenter un modèle en couches vérifiable de la structure interne de la Terre. Il a rédigé plusieurs articles scientifiques, dont un sur la propagation des ondes sismiques. Il a aussi conçu un séismographe amélioré et créé le domaine de la prospection géologique en créant de petits tremblements de terre. Wiechert était aussi intéressé par la physique théorique, telle les théories d'Albert Einstein. Il a discuté du rôle de l'éther avec Hendrik Lorentz et d'autres scientifiques. Wilfried Schröder a publié la correspondance scientifique de Lorenz et Wiechert ainsi que celle d'Arnold Sommerfeld et Wiechert (il a publié une biographie de Wiechert en 2000 aux éditions Science Edition.
Vers la fin de sa vie, Wiechert devint de plus en plus sourd et souffrait de plusieurs maladies. Il est mort à Göttingen.

## Récompenses et honneurs
- Membre étranger de l'Académie des sciences de Berlin en 1912
- Le cratère Wiechert (en) sur la Lune est nommé en son honneur.